# جازو
جازو (بالإيطالية: Gazzo)‏ هي بلدية في مقاطعة باذوة في منطقة فنيتة الإيطالية، وتقع على بعد 50 كيلومترًا (31 ميلًا) شمال غرب مدينة البندقية و25 كيلومترًا (16 ميلًا) شمال غرب باذوة.